# 프탈라이드
프탈라이드(영어: phthalide)는 분자식이 C8H6O2인 유기 화합물이다. 프탈라이드 염료(예: 페놀프탈레인), 살진균제(흔히 간단히 "프탈라이드"라고 부르는 테트라클로로프탈라이드와 같은 것), 천연 기름(예: 뷰틸프탈라이드)을 포함한 다양한 복합 화합물의 핵심적인 화학 구조로 사용되는 락톤이다.

## 용도
프탈라이드는 살충제인 크레속심-메틸 뿐만 아니라 아이소세팍, 바탈라닙, 하이드랄라진을 비롯한 여러 약물들의 합성에 사용된다.
예를 들어, 피페티아덴과 같이 다목적 재료로도 사용할 수 있다.

## 예시

페놀프탈레인
테트라클로로프탈라이드
뷰틸프탈라이드